# 李宇森
李宇森（英語：Samuel Lee Yu Sum，1989年9月26日—）是香港作家和學者，出生於英屬香港。李宇森曾在香港中文大學獲得哲學系學士和研究碩士學位，亦在英國約克大學政治系獲得碩士學位。現時他是美國紐約新學院政治系博士候選人，主要研究主權理論和生態政治等議題，並曾在紐約尤金郎學院和葉史瓦大學擔任政治系兼職講師，教授地緣政治和政治思想史等課程。另外，李宇森也是政治文化思想和批判理論刊物《燃燈者》的編輯和作者，並曾在《民院教育Intercommon Education》和《學識 Hok6》等平台上教授不同政治思想和普及哲學課程。
自2016年起，李宇森開始在不同傳統報章、雜誌和網上媒體如《明報》、《端傳媒》、《字花》、《香港01》等撰寫文章和訪問。另外，李宇森也曾在2020年接受香港雜誌《突破書誌》關於勇氣與政治思想的訪問。同時，李宇森的文章也載入一八四一出版社在2022年的合集《自由世界的前哨：2022烏克蘭戰爭》。
除了撰寫報章和訪問之外，李宇森也以作者和編輯的身份，出版過幾本著作，包括「否想主權三部曲」的《主權在民論》、《主權神話論》和《離散時代的如水哲學》，並曾在香港序言書室、 一拳書店、覺閣 、多倫多大學利銘澤典宬、美國華盛頓特區季風書園和網上平台《School of Somewhere 游城學園》舉行新書會。另外，李宇森也跟譚嘉寶編著《政治的承諾：燃燈者十周年文集》。關於李宇森著作的推薦文章和評論，見於《微批》、《端傳媒》、《虛詞》 、《Openbook 閱讀誌》、《Savoir 影樂書年代誌》和《如水Flow HK》。